# サッフォー (小惑星)
サッフォー (80 Sappho) は、小惑星帯の小惑星である。1864年5月2日、イギリスの天文学者ノーマン・ポグソンが発見した。
名前は紀元前7世紀の、古代ギリシアの女性詩人サッポー（ラテン語ではサッフォー）に因んで命名された。